# Ivano-frankivszki nemzetközi repülőtér
Az Ivano-frankivszki nemzetközi repülőtér (IATA: IFO, ICAO: UKLI) vegyes használatú, nemzetközi polgári és katonai repülőtér Ukrajnában, Ivano-Frankivszk közelében. Éves utasforgalma 112 607 fő (2018).

## Futópályák
A repülőtér futópályái:
- 10/28

## Forgalom
Az utasforgalom az elmúlt években az alábbi módon változott:
| Utasok száma | 96 300 | 30 520 | 31 700 | 24 900 | 25 200 | 98 100 | 110 600 | 112 607 | 11 900 | 31 831 |
|              | 2009   | 2010   | 2012   | 2013   | 2014   | 2016   | 2017    | 2018    | 2020   | 2021   |